# マネジメントSOOP
マネジメントSOOP（マネジメントスープ、朝: 매니지먼트 숲、英: Soopent）は、韓国の芸能事務所。主に俳優のマネジメントを行っている。

## 所属
- コン・ユ
- コン・ヒョジン
- キム・ジェウク
- ソ・ヒョンジン
- イ・ジョニ（朝鮮語版）
- チョン・ドヨン
- チョン・ユミ
- ナム・ジヒョン
- ユ・ミンギュ（朝鮮語版）
- イ・ジェジュン（朝鮮語版）
- チョン・ガラム
- キム・ジス
- キム・テグム
- チョン・ソニ（朝鮮語版）
- チェ・ウシク
- ペ・スジ
- ナム・ジュヒョク
- キム・ミンジュ

## 過去の所属俳優
- リュ・スンボム
- キム・ミニ
- スエ
- チョン・イル